# Polské gymnázium Juliusze Słowackého

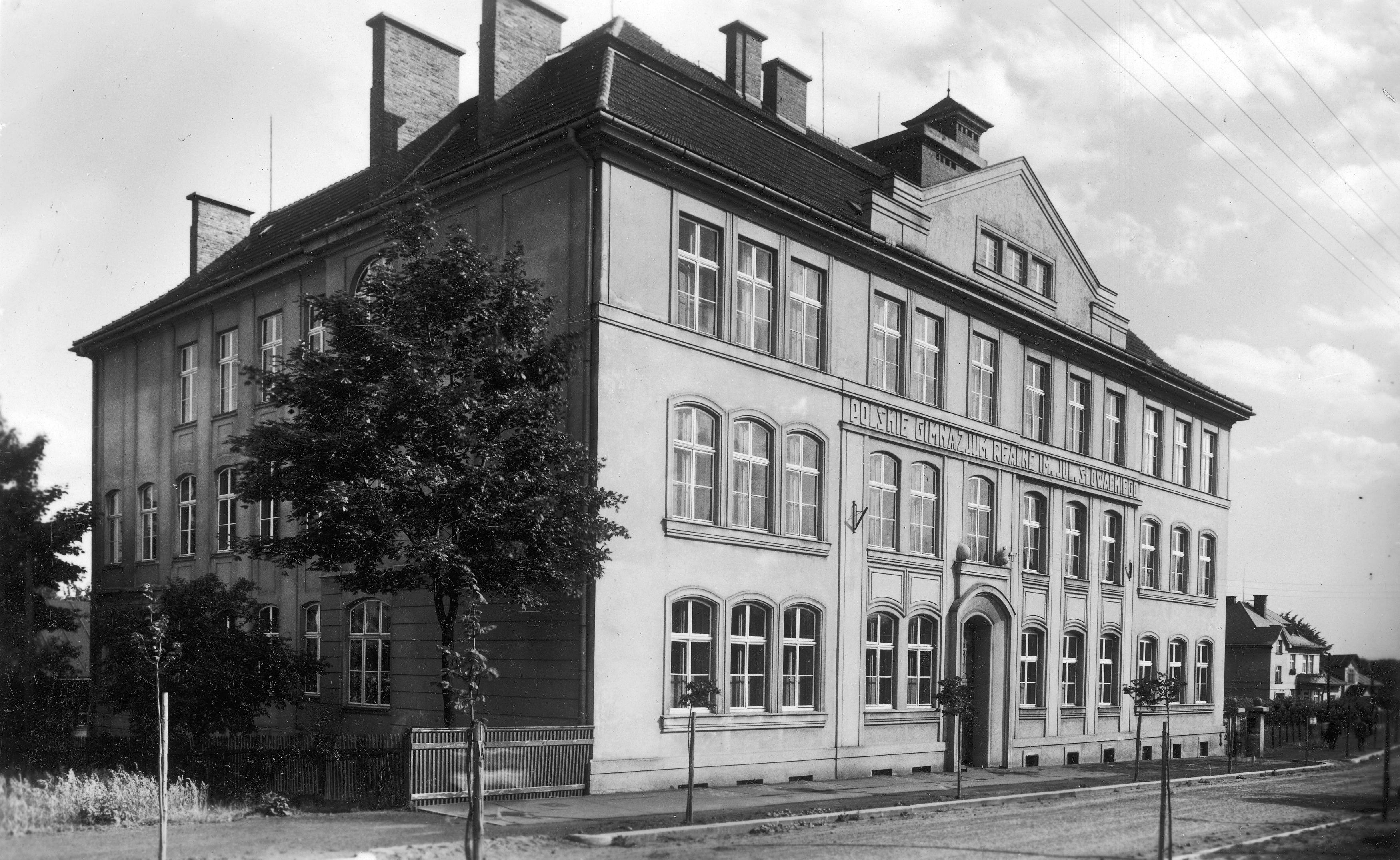
Budova polského gymnázia, Orlová – Obroky

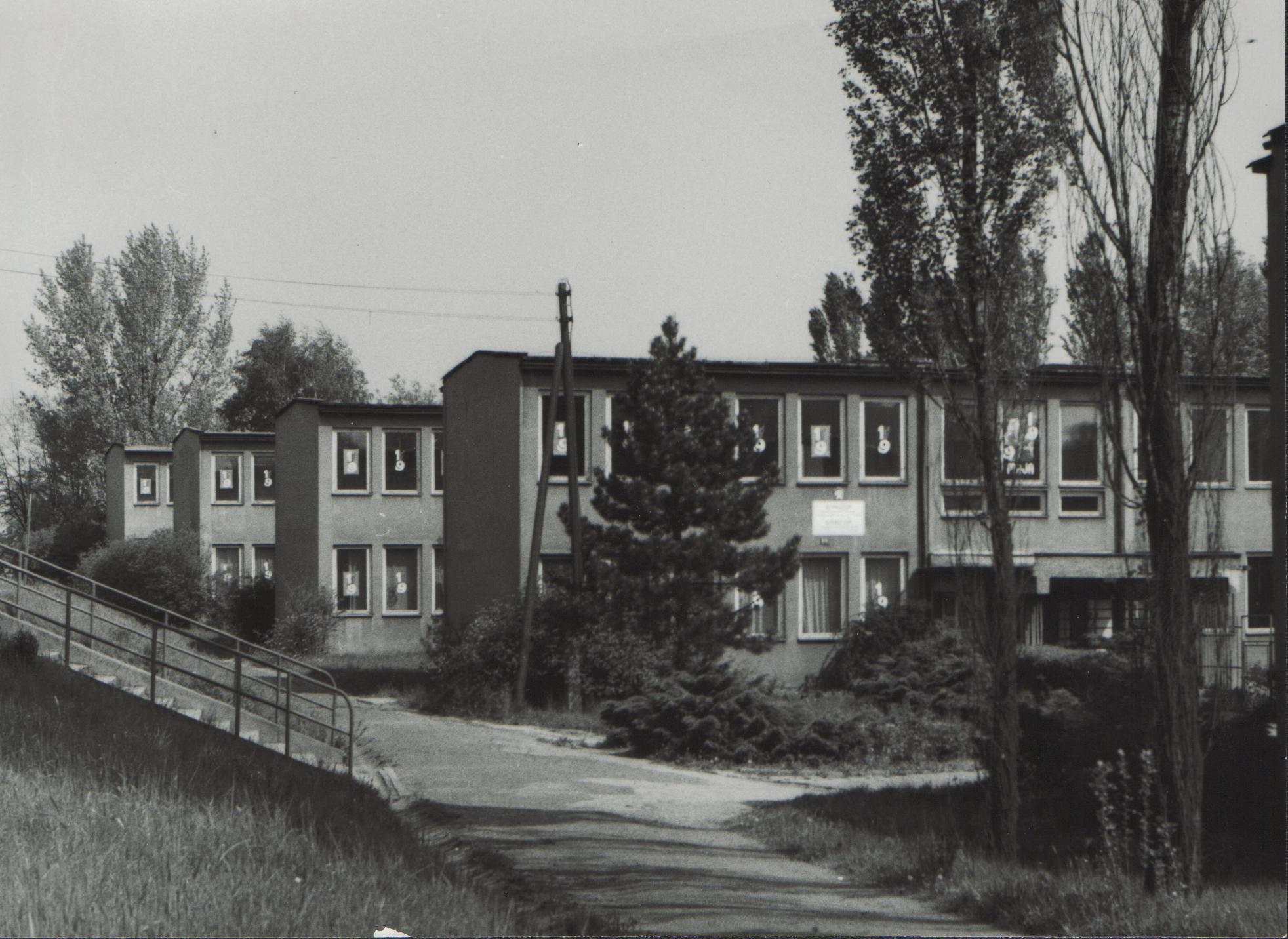
Budova polského gymnázia, Orlová – Lazy

Polské gymnázium Juliusze Słowackého (polsky Polskie Gimnazjum imienia Juliusza Słowackiego) se sídly v Orlové a Karviné (Moravskoslezský kraj) bylo založeno roku 1909 a stalo se první (a do roku 1938 jedinou) všeobecně-vzdělávací střední školou s polským jazykem vyučovacím na území Těšínského Slezska.

## Založení polského gymnázia v Orlové
Na konci 19. a začátku 20. století prošlo Těšínské Slezsko velkou proměnou – pro rychlý rozvoj Ostravsko-karvinského uhelného revíru se původně zemědělský region stal průmyslovou oblastí. To přispělo k rychlému vzrůstu populace – za prací přišlo velké množství lidí polské, české a německé národnosti. V důsledku toho se zdejší uhelná pánev stala typickým jazykově smíšeným regionem, kde 60,6 % populace tvořili Poláci a jednoznačně převažovalo polské nářečí.
V prostředí polských intelektuálů sílily požadavky na založení polské střední školy, která měla připravovat budoucí polské hornické a hutnické inženýry.

## Historie

### 1909–1920
Již 25. října 1908 se na své schůzi Matice školská (polská kulturně-osvětová instituce) usnesla, že vyvine úsilí o založení polské střední školy. Rozhodnutí vešlo v platnost 8. prosince téhož roku, přičemž zájem se soustředil na město Orlovou, která měla dobrou komunikační dostupnost a dostatek budoucích studentů.
Vídeňské Ministerstvo pro vyznání a osvětu vydalo 7. září 1909 usnesení, v němž povolilo otevření soukromého polského gymnázia v Orlové. Slavnostní zahájení proběhlo 23. září 1909. Tak vzniklo Polské reálné gymnázium Juliusze Słowackého. Škola si jako svého patrona vybrala předního romantického básníka, jehož sté výročí narození slavila polská veřejnost právě v tomto roce. Do prvního ročníku nastoupilo 92 zájemců, ale již ve školním roce 1913/1914 školu navštěvovalo 329 studentů.
Rok 1914 (začátek první světové války) se do dějin školy zapsal neblahým způsobem. Již na začátku války, v červenci 1914, byli někteří učitelé spolu s ředitelem povoláni do rakousko-uherské armády. Později museli narukovat také někteří studenti. Mnoho žáků vstupuje do polských legií a válka však přináší i první oběti. V důsledku toho se v listopadu 1914 škola uzavřela. Přestávka však netrvala dlouho: již na začátku roku 1915 došlo k obnovení školní docházky a v červenci 1917 probíhaly na gymnáziu první zkoušky dospělosti, i když pouze pro 9 žáků osmého ročníku.

### 1920–1939
Po skončení 1. světové války vznikly na území bývalého Rakousko-Uherska nezávislé státy – 28. října 1918 Republika československá, 11. listopadu Polsko. Těšínské Slezsko, kde leží město Orlová, bylo místem sporu obou sousedících států. Na denním pořádku byly národnostní konflikty a teroristické útoky. Tyto neshody způsobovaly přerušení výuky na gymnáziu a jeho uzavření od 15. května 1920 do konce prázdnin. Budova školy byla v tomto období obsazena jednotkami československé armády.
Spor o Těšínské Slezsko byl vyřešen rozdělením zdejšího území mezi Polsko a ČR, přičemž Orlová připadla Československu. 17. září 1920 bylo Polské gymnázium znovu otevřeno jako soukromá osmiletá střední škola s polským jazykem vyučovacím.
1. října 1938 bylo Československo donuceno odevzdat svou část Těšínska Polsku. Školy s českým jazykem vyučovacím se rušily, mládež českého původu se hlásila do polských škol. Kapacita jediné střední školy nestačila, a proto byla v Orlové otevřena další.
Nižší ročníky studovaly podle polských osnov, vyšším zůstaly původní osnovy československé. 1. září 1939 však začala 2. světová válka, Těšínské Slezsko bylo obsazeno nacistickými jednotkami a začleněno do Třetí říše. Všechny polské školy se uzavřely.

### 1939–1945
Část učitelského sboru v obavě před fašistickými represemi odjela z Orlové. Ti, kdo zůstali, byli 10. – 12. dubna a během května 1940 roku uvězněni a posléze odvezeni do koncentračních táborů. Většina profesorů se už nikdy nevrátila. Ředitel gymnázia Piotr Feliks se před nacisty skrýval v Krakově, byl však v prosinci 1940 zatčen a 3. července 1941 v koncentračním táboře Auschwitz zastřelen. Řada členů učitelského sboru, studentů a absolventů zahynulo v různých koncentračních táborech, např. Mauthausen-Gusen (21 osob, nejstaršímu bylo 41 let, nejmladšímu 23), Auschwitz (25 osob, nejstarší 45 let, nejmladší 21 let), Dachau (5 osob, nejstarší 38 let, nejmladší 28 let). Většina z nich zahynula na následky mučení nebo byli zastřeleni. Jiní zemřeli v ghettech, v táborech nucených prací, menších koncentračních táborech nebo v přímém boji.
Děti, které navštěvovaly polské školy, byly přeřazeny do škol německých.Toto nařízení se týkalo nezletilých do věku 14 let, mládež byla donucena pracovat v německých továrnách. Během fašistické okupace se v budově gymnázia nacházela hornická škola, později německý učitelský seminář, v posledních měsících války vojenská nemocnice a konečně kasárna. Po uzavření německé školy byly lavice, stoly, tělocvičné nářadí a také větší část knihovny zlikvidovány. Válka také částečně poničila gymnaziální budovu.
1. a 2. května 1945 Rudá armáda osvobodila Orlovou a ukončila tak šestiletou fašistickou nadvládu. Lidé, kteří se konce války dožili, začínali věřit v lepší budoucnost.

### 1945–1964
Krátce po osvobození od nacistické okupace vznikla v Orlové Školská komise, jejímž cílem bylo znovuotevření polské střední školy. Renovace gymnaziální budovy a studentského internátu začala v srpnu 1945. Při této práci pomáhali rodiče a starší žáci.
Podle předběžných zápisů se do školy přihlásilo 350 žáků a tak 18. září 1945 vydává československé Ministerstvo školství povolení k otevření Polského reálného gymnázia v Orlové. Budoucí žáci a učitelé museli prokázat, že mají československé občanství a jsou „politicky a národnostně bezúhonní“.
Slavnostní zahájení školního roku se konalo 1. října 1945. Po katolické a evangelické bohoslužbě se všichni shromáždili v aule školy a uctili památku obětí války z řad žáků a profesorského sboru.
V únoru 1948 se vlády ujala komunistická strana.Tyto události se týkaly také gymnázia – 24. února se škola účastnila hodinové stávky komunistických odborů, 27. února se na první vyučovací hodině debatovalo se studenty o nové vládě. V témž roce vstoupil v platnost nový školský zákon, podle něhož byla dosavadní osmiletá gymnázia zastoupena čtyřletými. Tento zákon však platil pouze 5 let, v roce 1953 bylo československé školství znovu reorganizováno zavedením tzv. jedenáctileté střední školy, jejíž tři poslední ročníky měly studenty připravit k vysokoškolskému studiu. Na základě tohoto zákona sloučením Národní školy s polským jazykem vyučovacím v Orlové I a Polského gymnázia vznikla Jedenáctiletá střední škola s pol.jaz.vyuč. v Orlové I.
V roce 1961 vznikla přejmenováním Střední všeobecně vzdělávací škola s polským jazykem vyučovacím v Orlové I, která se k 1. září 1969 změnila ve čtyřleté Gymnázium s polským jazykem vyučovacím.
Těsně před 50. výročím založení školy byla provedena generální oprava školní budovy a na podzim 1960 začala výstavba nové tělocvičny. Při této příležitosti bylo rovněž opraveno ústřední topení a kanalizační síť. Je možné, že se tato rekonstrukce stala jednou z příčin pozdější ztráty budovy v orlovské části Obroky. Na začátku 60. let, poté, co ministerstvo školství vzneslo požadavek slučování středních škol do větších celků, mělo polské gymnázium patřit pod správu české školy. S tímto návrhem však nesouhlasil okresní školní inspektor. Protože počty žáků polských škol v Orlové stále klesaly, městský a krajský školský úřad roku 1962 rozhodly o spojení gymnázia a základní školy v části Lazy a o přestěhování gymnázia z budovy na Obrokách do novějšího sídla základní školy. V původní gymnaziální budově byla (dočasně) umístěna zvláštní a umělecká škola.

### 1964–1992
V pavilonové budově v Orlové – Lazích se gymnázium zachovalo do konce roku 1992. Od 1. září 1969 škola fungovala opět jako čtyřletá všeobecně vzdělávací instituce, která připravovala studenty k vysokoškolskému studiu v České republice a Polsku. Následkem škod způsobených důlní činností bylo sídlo školy přestěhováno do okresního města Karviné.

### Od roku 1993
Stěhování školy do budovy bývalé základní školy v Karviné-Hranicích proběhlo na konci 1992 roku. Sídlí zde rovněž soukromá Obchodní a bankovní akademie. V roce 1997 se škola stala součástí polského sdružení gymnázií Juliusze Słowackého se sídlem v Chořově.
Oslavy stého výročí založení gymnázia se konaly 6. června 2009 v prostorách Městského domu kultury v Orlové-Lutyni.
V dubnu 2021 byla lokalita zařazena do historické stezky Zapomenutá Orlová. Na místě se nachází také informační cedule.

## Předměty
- Polský, český, německý, francouzský, ruský, anglický, latinský jazyk, filozofie, historie, zeměpis, matematika, chemie, fyzika, biologie, mineralogie, zpěv, hudba, kreslení, katolické a evangelické náboženství, tělocvik byly povinnými předměty v gymnáziu od 30. let do školního roku 1948/49. Nepovinné předměty: těsnopis, praktická výuka, ruční práce, vaření.
- Ve školním roce 1922/23 se rovněž vyučoval krasopis, psychologie a deskriptivní geometrie.
- Ve školním roce 2008/2009 jsou jako povinné vyučovány následující předměty: jazyk polský, český, anglický, německý, ruský, základy společenských věd,dějepis, zeměpis, matematika, fyzika, chemie, biologie, informační technologie, hudební a estetická výchova, tělocvik. Volitelné předměty (3. a 4. ročník): biologický, chemický, matematický, zeměpisný, společenskovědní a dějepisný seminář, seminář polského jazyka.
- Pracuje zde rovněž pěvecký sbor „Alaudae“.

## Absolventi
- Franciszek Bajorek, právník a politik
- Józef Berger, teolog a politik
- Wiesław Adam Berger, spisovatel
- Józef Chlebowczyk, historik
- Adolf Fierla, spisovatel a básník
- Janusz Gaudyn, spisovatel a básník
- Bronisław Poloczek, herec
- Ewa Farna, zpěvačka